# Thương xá TAX
Thương xá TAX từng là một trung tâm thương mại lớn và lâu đời tại Thành phố Hồ Chí Minh, Việt Nam nằm tại góc đường Lê Lợi – Nguyễn Huệ và đối diện Khách sạn Rex trên đường Lê Lợi. Tòa nhà nhà đã bị phá bỏ vào cuối năm 2016 nhằm xây một cao ốc mới nhưng tính đến tháng 7 năm 2022 vẫn là một khu đất bỏ hoang dự định dùng tạm làm bãi giữ xe.

## Lịch sử

### Thời Pháp thuộc

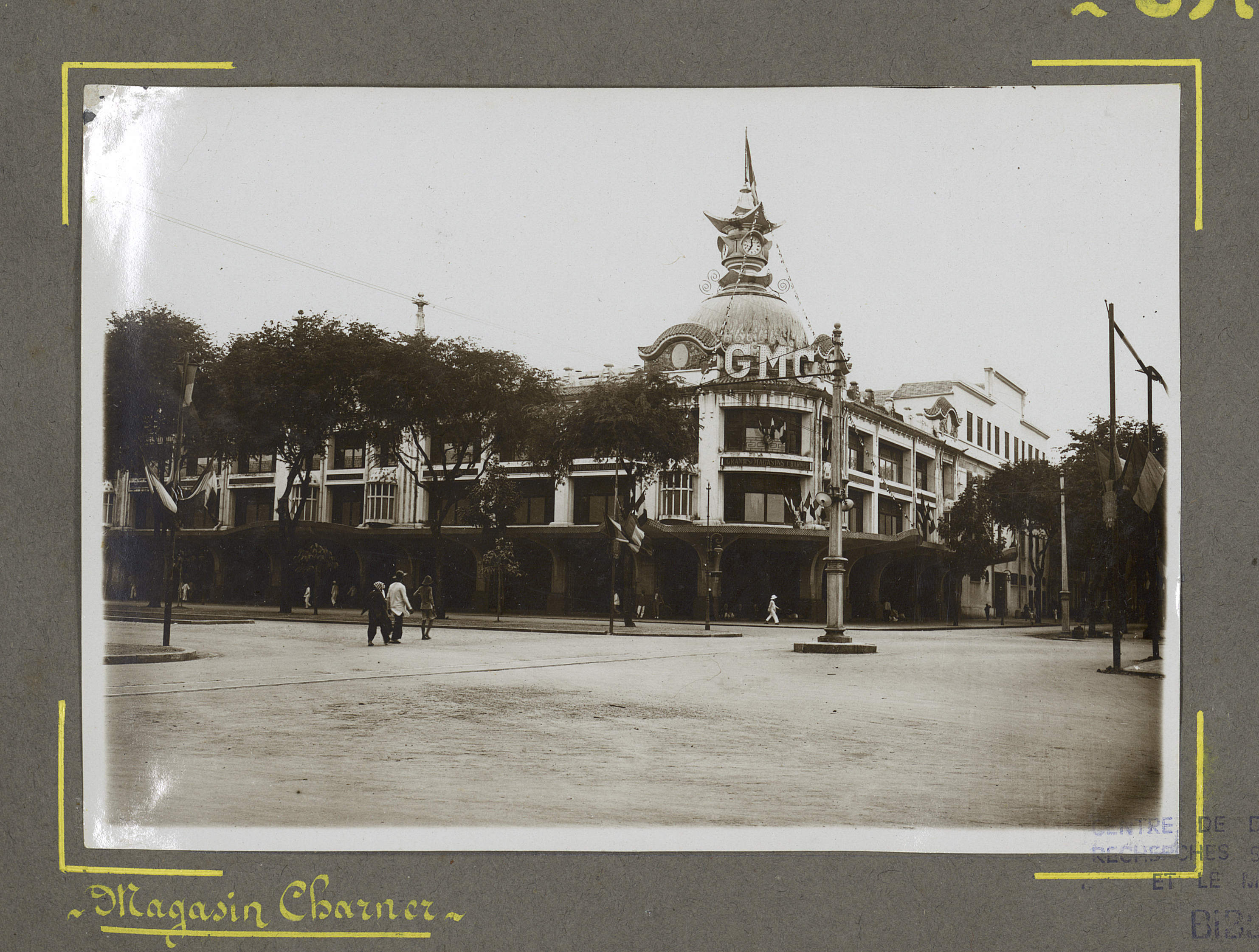
Tòa nhà GMC, kiến trúc nguyên thủy của thương xá TAX, với tháp đồng hồ vào khoảng năm 1930

Công trình kiến trúc nguyên thủy được xây từ năm 1880 thời Pháp thuộc ở trung tâm Sài Gòn tại góc đại lộ Charner và đại lộ Bonnard, gần tòa thị chính (hôtel de ville). Năm 1914 công ty Société Coloniale des Grands Magasins mở Grands Magasins Charner de Saigon (viết tắt là SGMC) đến năm 1924 thì khu nhà này được tái thiết và khuếch trương theo phong cách Art Deco đón tiếp khách hàng thượng lưu của đô thị lớn nhất Liên bang Đông Dương. Ngày 27 tháng 11 năm 1924, tiệm bách hóa khai trương là một sự kiện nhộn nhịp đáng ghi nhớ của Sài Gòn được báo chí loan tin rộng rãi.
Tháng 10 năm 1925 tiệm bách hóa gắn thêm một hệ thống còi điện để kêu lên mỗi khi có tin mới từ chính quốc báo sang. Năm 1942 xây thêm lầu bốn, đập bỏ tháp đồng hồ và thay vào đó là bảng gắn dòng chữ GMC.

### Thời Việt Nam Cộng hòa
Sang thời Việt Nam Cộng hòa, Đại lộ Bonnard thay tên là đại lộ Lê Lợi và Đại lộ Charner biến thành đại lộ Nguyễn Huệ còn Grands Magasins Charner mãi tới năm 1960 mới chính thức sang tên là Thương xá TAX, với địa chỉ 135 đại lộ Nguyễn Huệ. Thập niên 1960, Tổng giám mục Phêrô Máctinô Ngô Đình Thục ủy quyền cho Viện Đại học Đà Lạt mua lại Thương xá này, từ đó trở thành bất động sản của Tổng giáo phận Sài Gòn. Sau Đảo chính Việt Nam Cộng hòa 1963, chính quyền mới tịch thu thương xá này vì cho rằng nó liên quan đến Dòng họ Ngô. Khu thương xá từ đó không còn thuộc một công ty mà do thương nhân mướn lại làm nơi buôn bán.

### Sau 1975

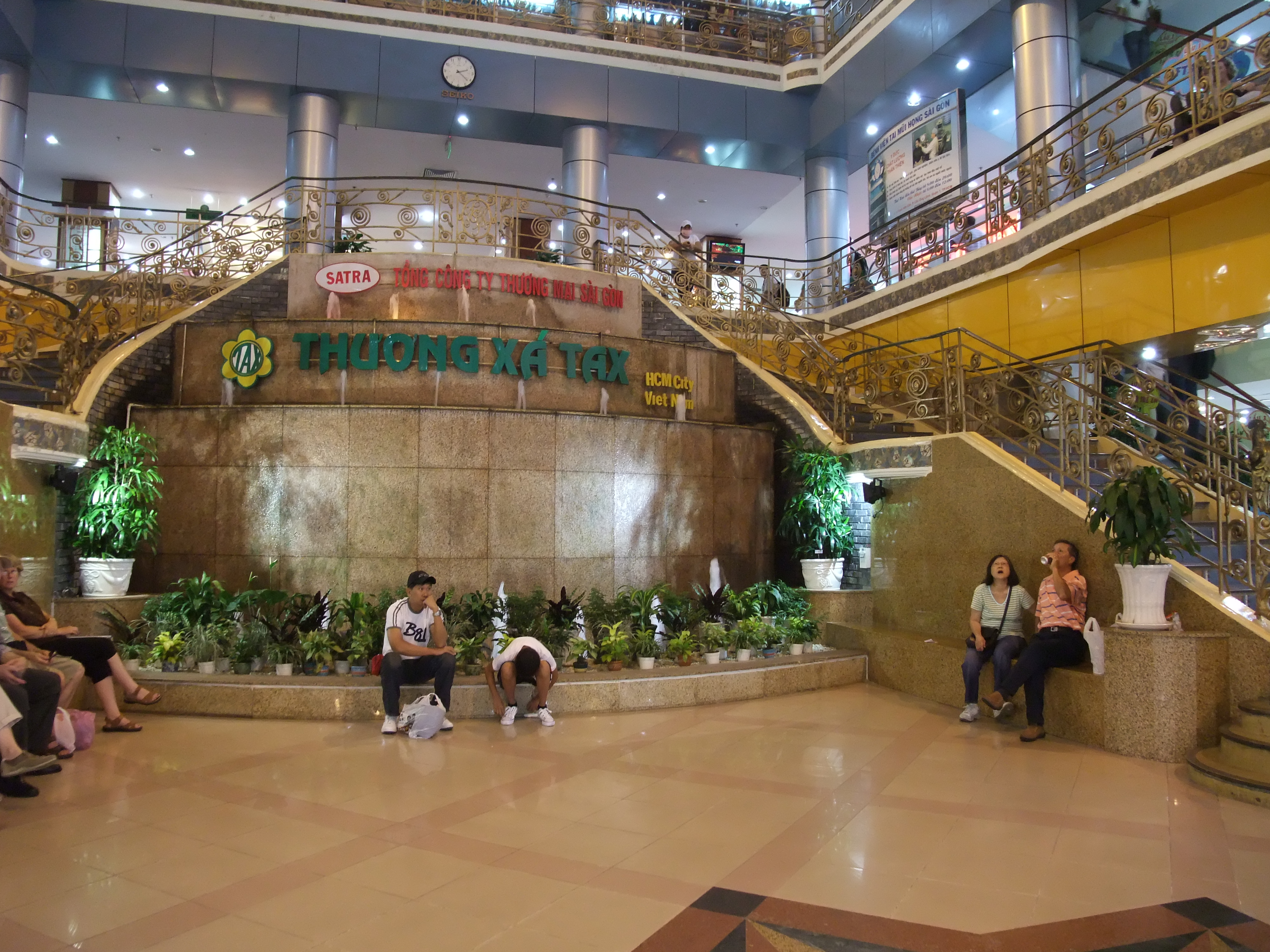
Sảnh chính bên trong Thương xá

#### Giải thể và phục hồi
Sau ngày 30 tháng 4 năm 1975, chính quyền mới tịch thu cơ sở này từ Tổng giáo phận Sài Gòn, theo tuyên bố của Hồng y Gioan Baotixita Phạm Minh Mẫn. Với chính sách tập trung kinh tế, cấm tiểu thương, Thương xá TAX bị giải thể. Tòa nhà được giao về cho Ủy ban nhân dân Thành phố Hồ Chí Minh quản lý, không còn là địa điểm kinh doanh sầm uất, mặt bằng thỉnh thoảng được tận dụng làm không gian trưng bày các mặt hàng, máy móc công nghiệp do các đơn vị quốc doanh của thành phố sản xuất.
Đến năm 1978, trong bối cảnh thời bao cấp, Thương xá TAX trở thành một công ty quốc doanh mang tên "Cửa hàng Phục vụ Thiếu nhi Thành phố", người bán hàng được gọi là mậu dịch viên, có thắt khăn quàng đỏ như thiếu nhi để bán mặt hàng chính là đồ chơi cho trẻ em. Đến năm 1981, khu nhà này đổi tên thành "Cửa hàng Bách hóa Tổng hợp Thành phố" do Sở Thương Nghiệp Thành phố Hồ Chí Minh sở hữu. Từ năm 1997, tòa nhà đổi tên thành "Công ty Bán lẻ Tổng hợp Sài Gòn" do Tổng Công ty Thương mại Sài Gòn (SATRA) quản lý. Năm 1998, tên gọi Thương xá TAX đã được phục hồi. Năm 2003, tòa nhà đã trải qua một cuộc đại trùng tu cuối cùng.

#### Phá dỡ
Năm 25 tháng 9 năm 2014, Thương xá TAX chính thức được ra lệnh đóng cửa để phá tòa nhà nhằm xây một cao ốc 40 tầng tại khu đất, dự kiến tên là Satra Tax Plaza. Nhiều phương án thực hiện bóc tách bảo tồn nội thất đã được thực hiện trước khi chính thức phá dỡ trong vòng 2 năm. Ngày 12 tháng 10 năm 2016, quá trình dỡ bỏ thương xá được bắt đầu tiến hành. Tính đến tháng 7 năm 2022, khu đất này bỏ hoang và chính quyền Quận 1 muốn dùng làm bãi giữ xe cho công viên Bến Bạch Đằng và phố đi bộ Nguyễn Huệ. Tổng Công ty Thương mại Sài Gòn (SATRA) vẫn đang là đơn vị quản lý khu đất.

## Hình ảnh

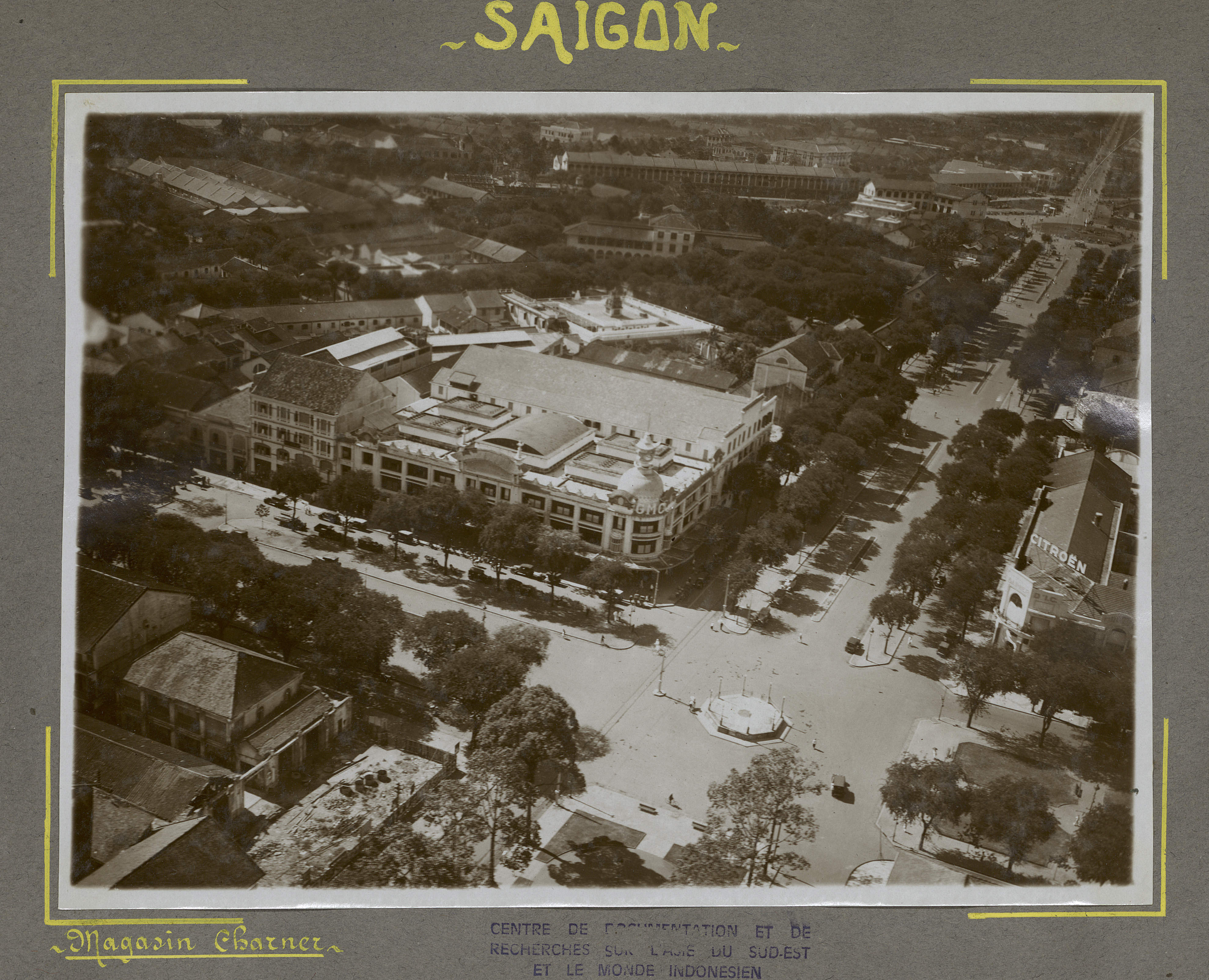
Grands Magasins Charner nhìn từ trên cao
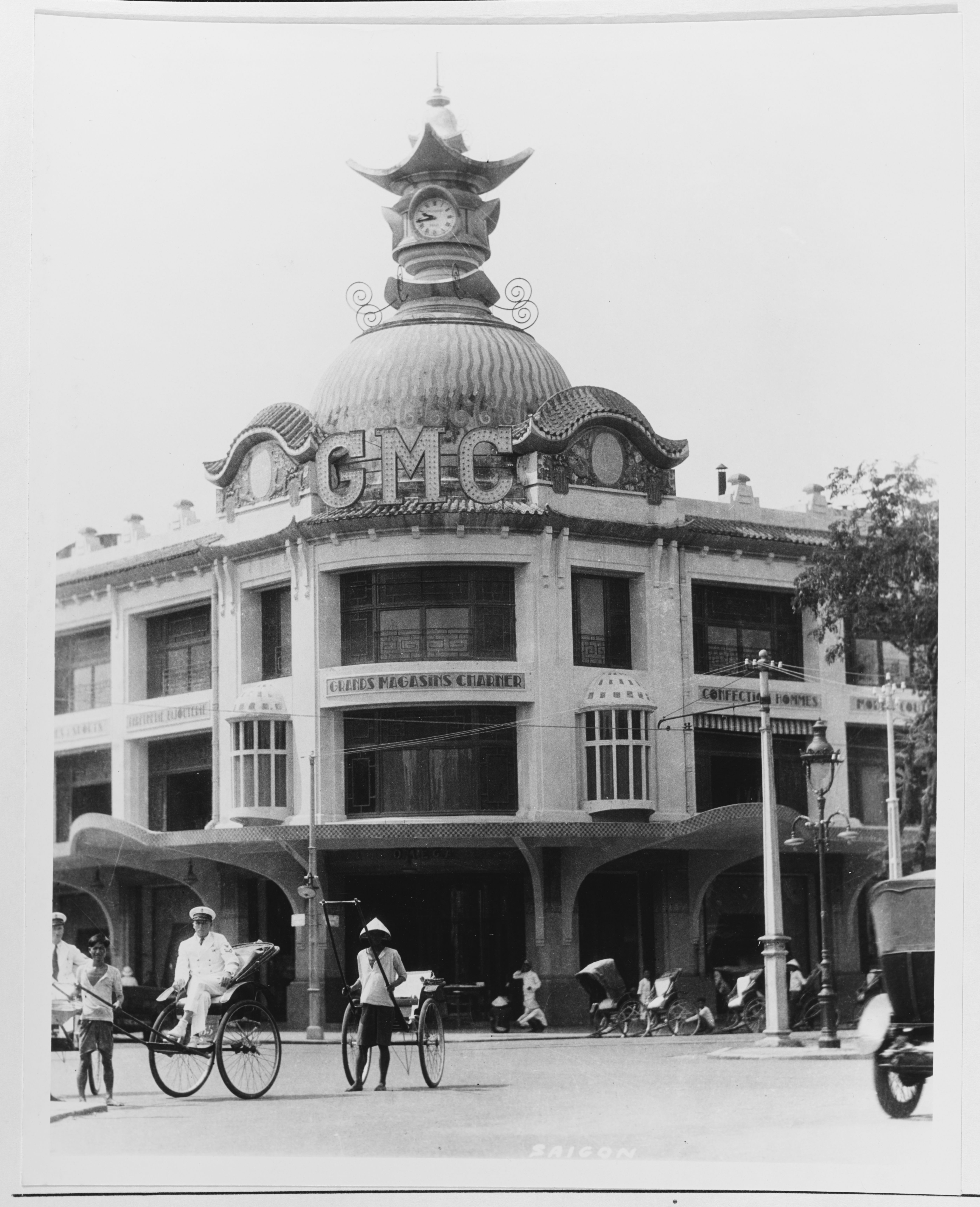
Tháp đồng hồ của Grands Magasins Charner
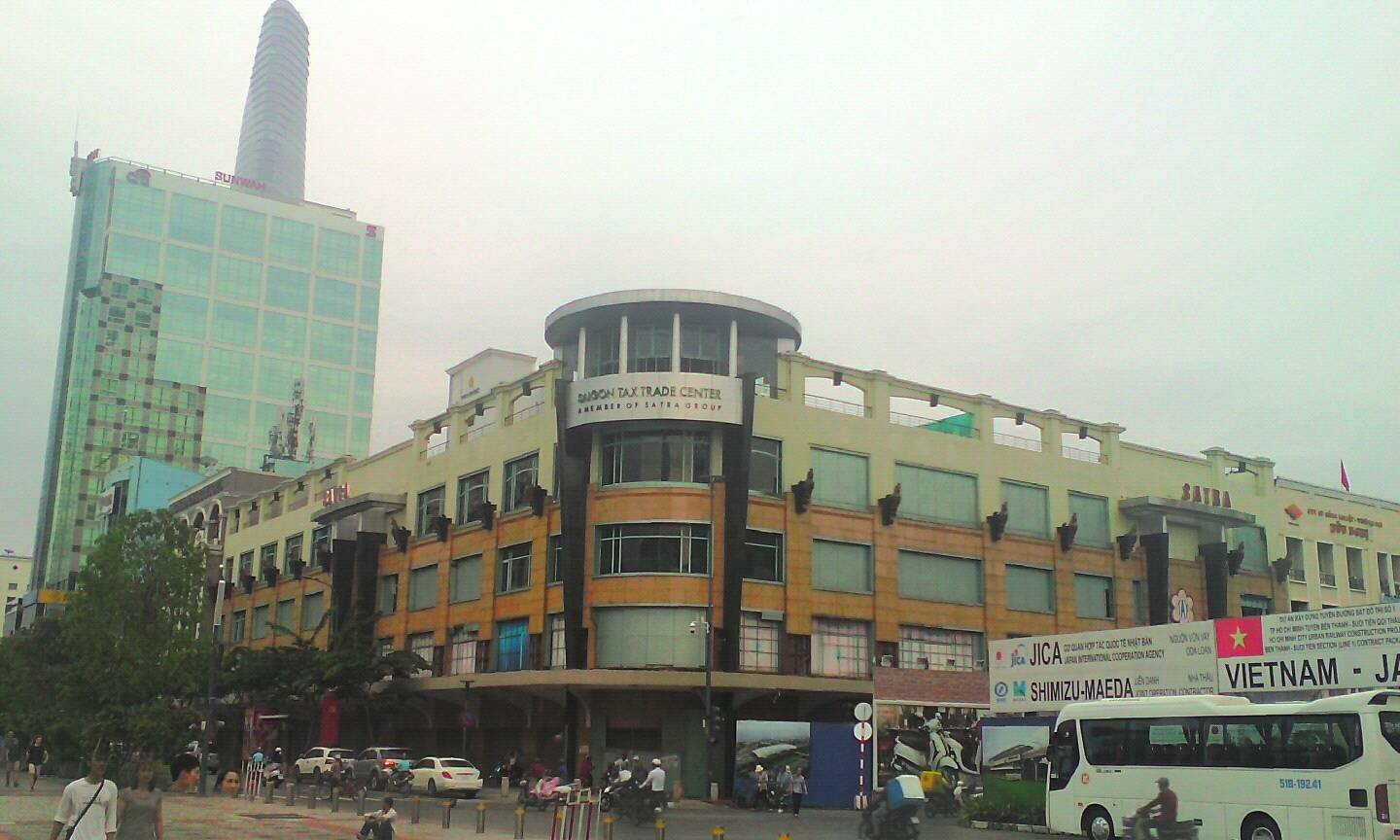
Thương xá Tax ngày 12 tháng 10 năm 2016 trước khi bị dỡ bỏ
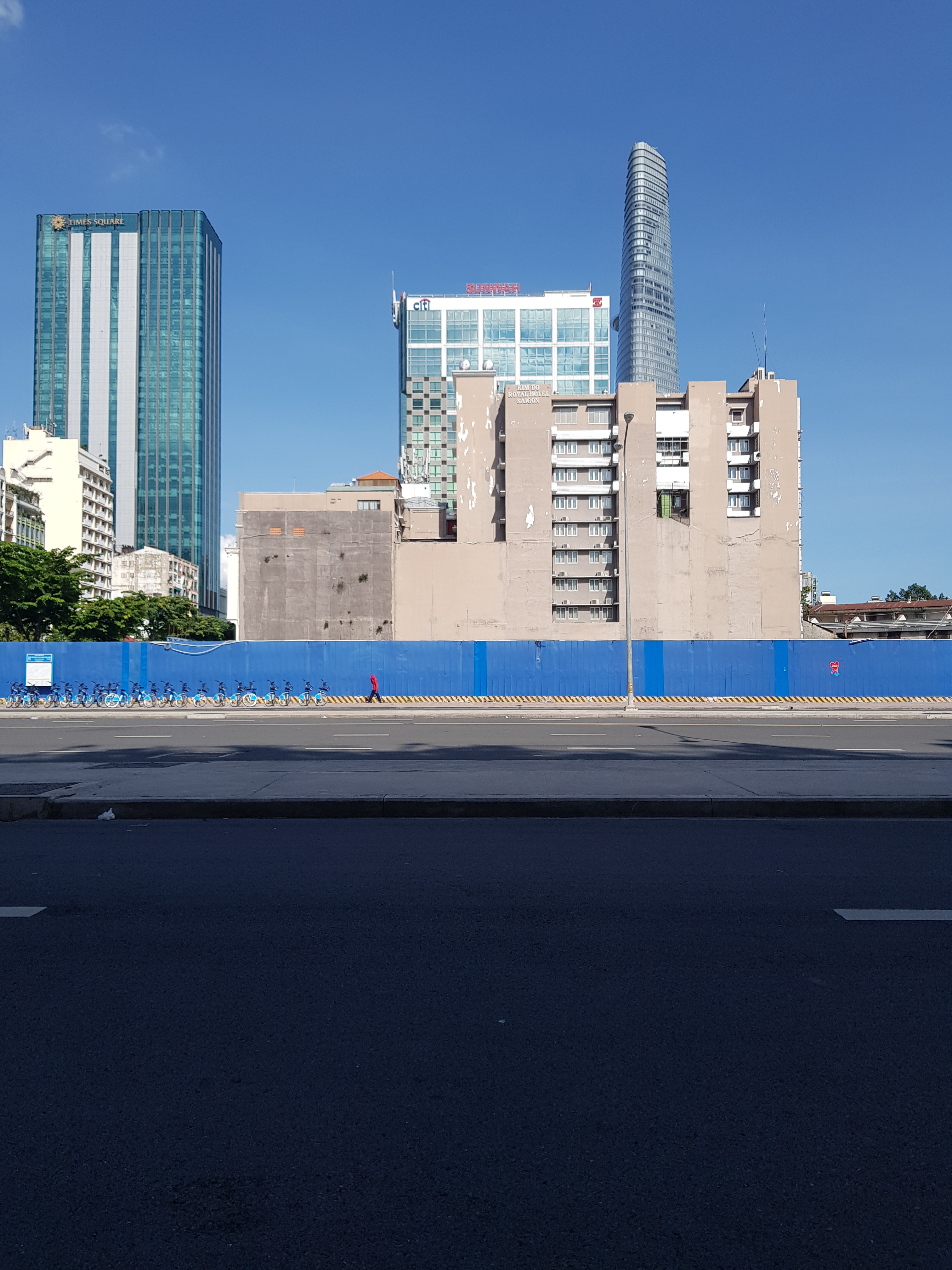
Khu đất của Thương xá Tax, nhìn từ đoạn đường Lê Lợi đã được bàn giao sau khi thi công tuyến Metro số 1